# 燕武成王
燕武成王（—前258年），名讙，中國戰國時期的燕國君主，繼位原因成謎，他是在燕惠王被弑後即位的，在他即位後曾引起趙國的不滿。武成王七年（前265年），齊國田單征伐燕國，攻佔中陽。武成王十四年（前258年），武成王去世，燕孝王即位。
| 前任： 燕惠王 | 燕國君主 前271年—前258年 | 繼任： 燕孝王 |

1. ↑  张振谦.新见燕王讙兵器考证两则[J].燕赵文化研究,2020(01):1-7.
2. ↑  韩智慧,杨艳成.定兴县文物保护管理所藏八年郾王【⿱吅言】铜戈、铜矛[J].文物春秋,2020(03):91-93+2+97.